# 에르시야 (칠레)
에르시야(스페인어: Ercilla)는 칠레 아라우카니아 주 마예코 현의 코무나이다.